# Gruppo di NGC 1300
Il Gruppo di NGC 1300 comprende almeno quattro galassie situate nella costellazione dell'Eridano.
La distanza media tra il centro di massa di questo gruppo e la nostra Via Lattea è di circa 75 milioni di anni luce (22,9 Mpc). Il gruppo di NGC 1300 fa parte dell'Ammasso di Eridano.

## Membri
Le galassie componenti il gruppo, nell'ordine indicato nell'articolo di Garcia del 1993, sono elencate nella tabella sottostante.
| Nome      | Classificazione | Tipo                           | RA (J2000.0)  | DEC (J2000.0) | Velocità radiale (km/s) | Magnitudine apparente | Distanza (Mpc) | Dimensioni (kal) |
| --------- | --------------- | ------------------------------ | ------------- | ------------- | ----------------------- | --------------------- | -------------- | ---------------- |
| NGC 1297  | SAB0^0(s) pec?  | Lenticolare                    | 03h 19m 14.2s | -19° 06′ 00″  | 1586 ± 12               | 11,8                  | 22,1 ± 1,7     | 48               |
| NGC 1300  | SB(rs)bc        | Spirale barrata                | 03h 19m 41.1s | -19° 24′ 41″  | 1577 ± 4                | 10,4                  | 22,0 ± 1,6     | 130              |
| PGC 12680 | IB(s)m          | Irregolare magellanica         | 03h 23m 25.1s | -19° 17′ 00″  | 1554 ± 7                | ?                     | 21,7 ± 1,6     | 27               |
| ESO 548-5 | SAB(s)m         | Spirale intermedia magellanica | 03h 23m 47.2s | -19° 45′ 104″ | 1848 ± 10               | 14.79                 | 25,8 ± 1,9     | 42               |

Il sito DeepskyLog permette di trovare agevolmente le costellazioni in cui sono situate le galassie; in alternativa si possono utilizzare le coordinate delle galassie per individuarle. Se non altrimenti indicato, le coordinate sono quelle fornite dal sito NASA/IPAC (National Aeronautics and Space Administration / Infrared Processing and Analysis Center).